# Instituto de Defensa Legal
El Instituto de Defensa Legal (IDL) es una asociación civil peruana que se dedica a la promoción y defensa de los derechos humanos, la democracia, la paz en el Perú y América Latina. Según la Encuesta del Poder realizada para Semana Económica, es la organización no gubernamental con mayor influencia en el país en los años 2014 a 2018, y también en 2021.
La institución tiene su sede en Lima. Tomó notoriedad por su papel durante la época del terrorismo y la transición democrática en el año 2000. Más recientemente, por sus aportes a las investigaciones sobre el caso Odebrecht desde 2017. Su rama periodista se conoce como IDL-Reporteros.

## Descripción
Fue creado en 1983 para expresar la pobre respuesta del Estado peruano a la violencia del grupo Sendero Luminoso durante la época del terrorismo entre 1980 a 2000. Es liderado por el periodista Gustavo Gorriti. En lo que respecta a ideología política IDL se auto define como reformista de la democracia, interculturalidad y equidad de género.

### Revista
Cuenta con una revista creada a mediados de 1990, centrada en sucesos políticos. En 2004 la revista anunció su integración al Consejo de la Prensa Peruana.

### Radiodifusión
El Instituto de Defensa Legal dio sus primeros pasos en el medio radiofónico con el programa La piedra en el estanque en la década de 1990.
Posteriormente, en el año 2002, se estableció la división IDL Radio, también conocida como «Ideele Radio», bajo la dirección de Glatzer Tuesta. Esta división cuenta con una red de emisoras asociada, creada cuatro años antes, cuyo objetivo es brindar información descentralizada y cuenta con una plantilla de 80 corresponsales a nivel nacional. Esta red fue responsable de denunciar el fraude en las elecciones presidenciales de 2000 junto a otros medios como Radio Santa Rosa y Canal N.
El programa insignia de IDL Radio es No hay derecho, emitido inicialmente por Ke Buena en los años 2000 y posteriormente por Radio San Borja y RBC Radio. El programa, reconocido por su línea editorial antifujimorista y pro derechos humanos, ha continuado a través de Internet bajo la conducción de Tuesta, con retransmisiones en radios afiliadas a la red nacional. Glatzer Tuesta señaló en 2018 que hacer un periodismo político con un enfoque de derechos humanos «siempre ha sido un reto» y que, para ofrecer una visión completa de los hechos que comenta en sus editoriales, recurre a una revisión muy rigurosa de toda la información disponible.
En 2025, se creó la unidad de investigación de IDL Radio, dirigida por el periodista Carlos Viguria, quien destacó por su contribución a la investigación del escándalo de falsificación de firmas y afiliaciones indebidas a partidos políticos.

## Reconocimientos
El Instituto de Defensa Legal obtuvo el Premio por la Paz 2012, realizado por el Ministerio de la Mujer y Poblaciones Vulnerables.

## Controversias y teorías conspirativas
IDL fue acusado en más de una ocasión por sectores conservadores de intervenir en asuntos del Estado peruano, como el Ministerio Público y el Poder Ejecutivo. Grupos de ese sector, como la organización  Con mis hijos no te metas, atacaron a Gorriti por supuestamente no presentar imparcialidad en las pruebas vinculadas a grupos opositores a los gobiernos de Pedro Pablo Kuczynski (2016-2018) y Martín Vizcarra (2018-2020) en el caso Lava Jato.
Entre sus más acérrimos detractores, se encuentran el colectivo La Resistencia, el actual Alcalde de Lima Rafael López Aliaga, ex-ministro de trabajo Juan Sheput, el expresidente Alan García, el ex-ministro del interior Fernando Rospigliosi, el excongresista Carlos Tubino y la lideresa fujimorista Keiko Fujimori.

### Asesoría ymedia traininga Pedro Pablo Kuczynski
En 2020, en su libro autobiográfico Meche de la segunda exvicepresidenta Mercedes Aráoz, que ocupó cargos públicos en las administraciones de Kuczynski y Vizcarra, menciona que varios periodistas de IDL asesoraron y apoyaron mediante el media training a Kuczynski durante las elecciones generales de Perú de 2016; entre los periodistas se encontraban Glatzer Tuesta, Carlos Rivera y Gustavo Gorriti.

### Caso Jenny Romero Coro
Jenny Romero Coro, sindicada de participar en el asesinato de María Elena Moyano, fue defendida por el área legal de IDL entre los años 2000 y 2004. En 2017, luego que la congresista fujimorista Martha Moyano afirmara que Romero Coro había participado en el asesinato de su hermano, IDL presentó una querella por difamación contra Martha Moyano. En 2019, Moyano y Gregory Gallegos, director de la Federación Nacional de Víctimas, fueron sentenciados a dos años de pena privativa de libertad suspendida y el pago de 20 mil soles de reparación civil.En el año 2022, Moyano fue absuelta de la demanda de difamación.

### Caso de las aportaciones de Open Society Foundations
Según los periodistas argentinos Martín Becerra y Sebastián Lacunza, IDL recibió donaciones de US$ 1.3 millones de la Open Society Foundations desde 2017, fundación internacional creada por el filántropo George Soros. La asociación reconoció ese aporte, al señalar como beneficiario de fondos no reembolsables del Programa para América Latina, y expresó que las donaciones no afectan su imparcialidad, cuyo interés permanece en defender principios periodísticos liberales.
En el año 2023, Willax denunció que IDL, basándose en los registros de la Agencia Peruana de Cooperación Internacional (APCI), había recibido US$ 24.5 millones en los últimos quince años a razón de US$ 1.5 y 2 millones anuales. Uno de los principales aportantes era la Open Society Foundations. IDL respondió denunciando una campaña de desinformación en su contra.
Al año siguiente, en 2024, el IDL denunció penalmente al equipo del programa de Augusto Thorndike, Contracorriente, por el reportaje «IDL recibe millonarias donaciones sin control del Estado». En ese reportaje, Thorndike compartió información sobre las operaciones económicas de la organización que, según IDL, viola las normas de secreto bancario del país. El director del programa, Carlos Paredes, justificó que compartieron información «de siete cuentas bancarias que tienen en bancos locales, que es el [dinero] que reciben de la fundación Open Society y otras».

### Allanamiento de sus oficinas
En 2018, el Ministerio Público llevó a cabo una redada en las oficinas del Instituto de Defensa Legal (IDL). Este operativo fue suspendido una hora más tarde debido a la falta de pruebas que vincularan al IDL con el Consejo Nacional de la Magistratura (CNM). Posteriormente, Gustavo Gorriti, director de IDL-Reporteros, atribuyó la redada a la «mayoría corrupta» del Congreso de la República, que, según él, habría conspirado en su contra. En 2023, Pablo Sánchez Velarde negó las acusaciones de su presunta participación en la redada, que habían sido difundidas por Willax Televisión.